# 特倫特公園

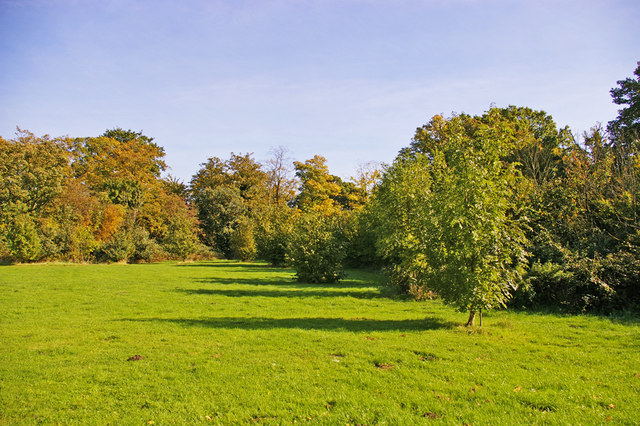

特倫特公園（英語：Trent Park）是位於英國倫敦北部的一處英格蘭鄉村別墅。特倫特公園位於倫敦綠帶圈之內，公園內的建築遺址被列為英國的二級保護建築。特倫特公園現在已經成為倫敦郊區的重要綠地。特倫特公園的部分土地還被用來作為大學用地。

## 外部連結
- Trent Park Golf Club （页面存档备份，存于）
- Southgate Hockey Centre （页面存档备份，存于）
- Southgate Hockey Club （页面存档备份，存于）
- Trent Park Golf Centre (Crown Golf) （页面存档备份，存于）
- Trent Park Running Club （页面存档备份，存于）
- Trent Park Equestrian Centre (Riding School) （页面存档备份，存于）